# Universidad Tecnológica Estatal de Moscú
La Stankin o Universidad Tecnológica Estatal de Moscú (en ruso: Московский Государственный Технологический Университет) (МГТУ Станкин), anteriormente el Instituto de Máquinas Herramienta de Moscú (en ruso: Московский станкоинструментальный институт), el nombre que aún se conserva en el acrónimo, Stankin (en ruso: Станкин) es uno de los principales institutos técnicos rusos, fue fundado en 1930. Actualmente, la Stankin capacita a especialistas en la fabricación y el funcionamiento de las máquinas industriales.

## Historia
La universidad fue fundada en 1930 para proporcionar a la URSS ingenieros de maquinaria de alta calidad. Pronto, Stankin se convirtió en el primer centro de educación en materia de maquinaria de la URSS y en formación universitaria de ingenieros en una amplia gama de tareas. La universidad se fundó como el Instituto de Máquinas Herramienta de Moscú en 1930, para ofrecer a la industria de máquinas herramienta, la rama más importante de la industria en ese momento, especialistas altamente calificados. Las "máquinas herramienta" son las únicas máquinas que pueden crear otras máquinas (automóviles, aviones, equipos agrícolas, etcétera), incluidas las propias "máquinas herramienta".

## Lugar de estudio
Actualmente la Stankin no es solo un lugar de estudio: es un complejo industrial científico con el Instituto de Diseño Tecnológico de Informática de la Academia de Ciencias de Rusia. Existe una red de centros científicos, educativos e industriales, donde los estudiantes pueden realizar sus ideas. Hay algunas escuelas fuertes y autorizadas en Stankin. Representa la perspectiva principal en la capacitación de ingenieros y científicos a través de estudios de posgrado (seis consejos especiales de doctores y licenciados funcionan bajo la universidad).

## Ranking de universidades
Entre 100 universidades de Rusia, Stankin fue elegida como el principal en el campo de tecnología de construcción de máquinas, equipos y automatización de la industria de construcción de máquinas. Stankin mantiene relaciones internacionales estables y siempre en desarrollo con las universidades y empresas de Austria, Brasil, Alemania, Hungría, Italia, China, Estados Unidos, Corea del Sur y otros países. Actualmente hay más de 600 profesores y científicos trabajando en la Stankin. La vida en la universidad no es únicamente estudiar y trabajar sino que también incluye las actividades sociales. La Stankin edita su propio periódico. El grupo de entretenimiento de la universidad es muy popular por su talento.

## Educación
Junto con los estudiantes rusos, la Stankin educa a estudiantes de la India, China, Corea, Sudamérica, Myanmar y Europa. Hoy en día la Stankin es una reconocida escuela de ciencias para la educación técnica en todas las áreas posibles. Los estudios y la investigación correspondiente cubren las áreas de automatización de procesos tecnológicos y manufacturas; la ingeniería ecológica y la seguridad en la construcción de máquinas; la información y el marketing en la construcción de máquinas; los sistemas de información; la calidad de la producción y la gestión; la informatización de la durabilidad del cálculo de la construcción de edificios y máquinas; el modelado informático con las técnicas instrumentales; el sistema de control informático en la producción y en los negocios; la ingeniería de las herramientas y el modelado informático; la tecnología láser; las prensas y la tecnología en el tratamiento de los metales; las máquinas y las herramientas para el corte de los metales; el diseño y modelado informático de los sistemas de deformación plástica; los sistemas de robótica, mecánica y electrónica; el sistema de producción de la maquinaria tecnológica automatizada; los sistemas de diseño asistidos por computadora; el sistema de producción avanzada; las máquinas herramienta de control informático; la información tecnológica de la fabricación automatizada; la tecnología y los negocios en la producción; la tecnología y la gestión en la fabricación instrumental; la ingeniería mecánica; la física de alta energía concentrada; la economía y el control de la producción.

## Investigación y cooperación
La Stankin ha firmado contratos con empresas y universidades extranjeras:
- Cooperación científica y técnica con la Universidad Técnica de Berlín y con la Universidad de Stuttgart.
- Curso de preparación de maestros y doctores en ciencias con la Universidad de Tecnología y Economía de Budapest.
- Contrato con la empresa Tongil Industries Company de Corea del Sur.
- Cooperación científica y técnica con el Instituto de Investigación Tecnológica Industrial de Taiwán (ITRI).
- Laboratorio científico y educativo conjunto con la empresa HP Inc. de los Estados Unidos.

## Logros científicos notables
Se crearon nuevas construcciones de nodos de husillo y sistemas de rodamientos de máquinas herramienta que aseguran el procesamiento de precisión de múltiples coordenadas de los detalles de hierro fundido, acero y aleaciones fáciles. La originalidad de los medios de cálculo automatizados desarrollados para los nodos de las máquinas herramienta se realiza con nuevos métodos del elemento final avanzado y con métodos empíricos de cálculo. Se desarrolló la tecnología y el equipo para trazar cubiertas resistentes a la abrasión de múltiples capas en las herramientas, asegurando un aumento esencial de su confiabilidad y recursos. Se desarrolló un sistema de intérpretes de diálogo entre la persona y la computadora, destinado a acelerar y reducir la aportación laboral de la creación de apéndices apropiados. La fuente de presentación de los diálogos son los gráficos de estados, las funciones del sistema en las plataformas de Windows 95 y Windows NT. El sistema fue creado como una herramienta para el rápido desarrollo y modernización de los apéndices MMI para sistemas abiertos de control numérico. También se desarrolló el método de sustituciones de resolución de problemas en los gráficos. Con la ayuda del método dado, es posible decidir tanto los problemas de optimización relacionados con la clase de problemas de programación discreta, como los problemas combinatorios en los gráficos con bordes sin aristas. El principio de las sustituciones de pares con la combinación de la posibilidad de usar los vectores de topología, ha permitido formular matemáticamente nuevas clases de optimización de procesos y problemas combinatorios en los gráficos, que no podían resolverse antes mediante los métodos ampliamente conocidos.